# Жена на прозору (филм)
Жена на прозору (енгл. The Woman in the Window) је амерички психолошко-трилерски филм из 2021. године, базиран на истоименом роману чији је творац Данијел Малори (познат под псеудонимом Еј Џеј Фин). Првобитно је објављено да ће филм премијеру имати 4. октобра 2019, међутим 2019. године је објављено да је премијера померена за 15. мај 2020. године. Међутим, излазак филма у биоскопима је отказан због пандемије ковида 19, па су филмска права продата Нетфликсу који је објавио филм 14. маја 2021. године.

## Радња
У центру збивања је тридесетосмогодишња Ана Фокс. Она је дечји психолог, која већ 11 месеци болује од агорафобије, страха од отвореног простора. Она живи сама на Менхетну, а дане проводи тако што фотографише и шпијунира своје комшије, прича са својим удаљеним супругом и ћерком, игра шах и четује на форумима. Омиљено пиће јој је вино (пије га доста, посебно бело), а омиљени филмови црно-бели класици — трилери. Очајна због тога што нема нормалан породични живот, она бива фасцинирана породицом која однедавно живи прекопута парка, Раселовима — Алистером, Џејн и њиховим сином Итаном.
Раселови су наизглед нормална породица. Шеснаестогодишњи Итан је први од породице кога ће Ана приметити, јер јој након усељења доноси поклон. После, упознаје и Џејн, са којом се једног послеподнева зближи. Када буде сазнала да је Итанов отац, Алистер, понекад насилан према супрузи и сину, Ана ће посебну пажњу посветити шпијунирању ове породице. Једног дана ће чути ужасан крик из њихове куће, видеће убиство, а када то буде пријавила полицији, нико јој неће веровати. Штавише, све се своди на то да је све умислила.
У том тренутку Ана ће се запитати да ли је халуцинирала, која је права истина и шта се тачно десило тог дана у кући 207.
Да ли је алкохол који конзумира заиста довео до халуцинација? Шта је стварно? Ко је у опасности, ко контролише све и најважније, да ли верује самој себи?

## Улоге
| Глумац             | Улога             |
| ------------------ | ----------------- |
| Ејми Адамс         | Ана Фокс          |
| Џулијана Мур       | Џејн Расел        |
| Гари Олдман        | Алистер Расел     |
| Фред Хечингер      | Итан Расел        |
| Вајат Расел        | Дејвид            |
| Лиза Колон Зајас   | Бина              |
| Брајан Тајри Хенри | Детектив Литл     |
| Џанин Сералес      | Детективка Норели |